# North Bridge (Édimbourg)
North Bridge (littéralement Pont Nord) est un pont situé au centre de la capitale écossaise Édimbourg.

## Emplacement
Il relie High Street dans la vieille ville d'Édimbourg et Princes Street dans la Nouvelle ville. Il passe au-dessus de la gare d'Édimbourg-Waverley.
À l'extrémité sud du pont se trouvent l'hôtel Balmoral et l'ancien siège du journal The Scotsman.

## Histoire
Le premier pont a été édifié entre 1763 et 1772. Il était construit en bois, mais le pont actuel a été construit en pierre entre 1894 et 1897.

## Galerie

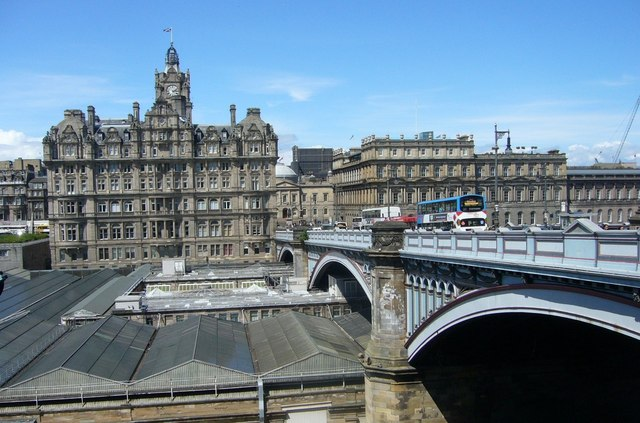
Le pont et la vieille ville d'Édimbourg.
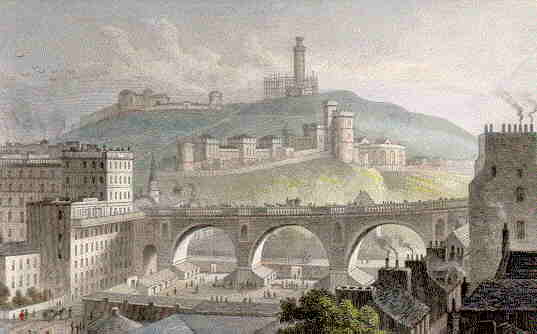
L'ancien pont en 1829
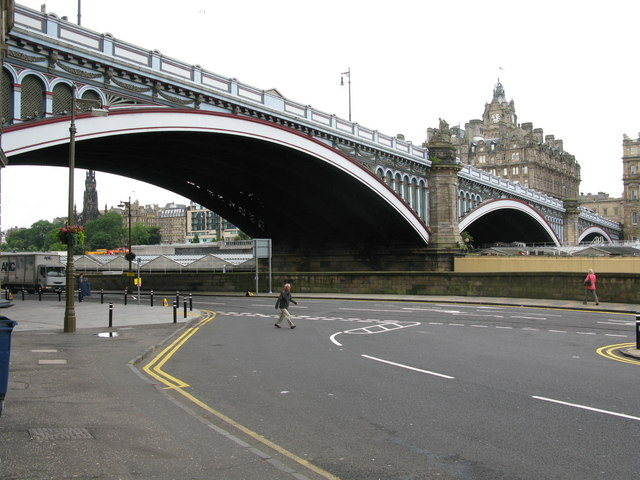